# 青木来三郎
青木 來三郎（あおき らいざぶろう、1921年11月 - 2007年12月30日）は、茨城県の政治家。自由民主党所属の元茨城県議会議員。

## 経歴
明治大学卒業。第76代茨城県議会議長。
古河市議会議員（3期）、同市助役（当時）を経て、1963年の茨城県議会議員選挙に出馬したが、落選。1967年の出直し県議選にて初当選。以後10期連続当選。古河市古河地区のJR宇都宮線高架化などに尽力した。県議会議長在職中にはつくば万博を成功させ、「万博議長」と呼ばれた。
2006年12月10日の県議選に出馬せず、政界を引退。2007年12月30日、急性心不全により死去。